# Wojciech Jeske
Wojciech Włodzimierz Jeske (ur. 5 września 1943 w Warszawie) – polski lekarz internista i endokrynolog, nauczyciel akademicki, profesor nauk medycznych.

## Życiorys
W 1966 ukończył studia w Wydziale Lekarskim Akademii Medycznej w Warszawie. W 1971 uzyskał specjalizację I stopnia z chorób wewnętrznych, a następnie w 1975 specjalizację II stopnia z chorób wewnętrznych i w 1981 specjalizację II stopnia z endokrynologii.
Stopień doktora nauk medycznych uzyskał w 1971 w Centrum Medycznym Kształcenia Podyplomowego. W 1980 w tej samej uczelni uzyskał stopień doktora habilitowanego na podstawie pracy pt. Wydzielanie prolaktyny w wybranych stanach fizjologicznych i patologicznych u człowieka. W 1990 otrzymał tytuł naukowy profesora.
Zawodowo związany z Centrum Medycznym Kształcenia Podyplomowego i Szpitalem Bielańskim.
Członek towarzystw naukowych, takich jak m.in. Association of American Medical Colleges, Polskie Towarzystwo Endokrynologiczne (prezes Oddziału Warszawskiego i wiceprezes), Polskie Towarzystwo Menopauzy i Andropauzy (członek zarządu), Stowarzyszenie Kolegium Medycyny Laboratoryjnej w Polsce (członek zarządu).
Autor lub współautor ponad 200 publikacji, w tym monografii i wydawnictw książkowych.

## Odznaczenia
- Krzyż Kawalerski Orderu Odrodzenia Polski (2002)[4]